# Friedrich Gotthilf Findeisen
Friedrich Gotthilf Findeisen (* 1742 in Leipzig; † 22. Januar 1796) war ein deutscher Pädagoge und Literat.

## Leben
Findeisen lernte an der Thomasschule zu Leipzig und studierte Theologie an der Universität Leipzig. 1764 erwarb er den Magister. Danach war er Hauslehrer von adeligen Familien in Livland. 1788 wurde er dann Konrektor der Schule in Dorpat. Er gab das Lesebuch für Ehst- und Livland heraus.

## Werke
- Raisonnement über einige Maximen der alten Welt u. ihren Einfluss auf die Denkungsart der Menschen. (1777)